# Хабаровський театр ляльок
Хабаровський театр ляльок (рос. Хабаровский театр кукол) — ляльковий театр у адміністративному центрі Хабаровського краю Росії місті Хабаровську.

## Загальні дані
Театр розташований у центрі міста в окремій будівлі за адресою:
вул. Леніна, буд. 35, м. Хабаровськ (Хабаровський край), Росія.
Глядацька зала розрахована на 70 осіб.

## Історія, репертуар, колектив
Ляльковий театр у Хабаровську розпочав свою діяльність 26 грудня 1997 року показом прем'єрної вистави «Озорной утенок» Н. Гернет (постановка Є. Новічкова).
Репертуар театру зорієнтований на маленьких глядачів. Крім лялькових вистав, актори й адміністрація закладу здатні запропонувати інші розважальні заходи для дітей — тут діти також можуть побачити «живих ляльок», а під час антрактів, разом із батьками, відвідати затишний буфет.
Чимало робітників театру було нагороджено спецпреміями крайової адміністрації та персонально губернатора.